# Футбол (журнал, Україна)
«Футбол» — український футбольний журнал. Виходив у Києві двічі на тиждень з 1996 до 2022 років (тоді — як додаток до газети «Теленеделя»). Від заснування до січня 2022 року виходив російською мовою, а відтоді - українською мовою. Це одне з провідних футбольних видань України з накладом 99100 примірників[джерело?].

## Історія
Наприкінці 1995 року головний редактор газети «Теленеделя» Олена Скачко вирішила зробити аналог радянського та російського журналу «Футбол» в Україні. У 1996 році АТЗТ «Теленеделя Харьков» укладає договір з видавцем російського «Футболу», створивши однойменне українське видання на основі російського. 
Перший номер вийшов у світ 23 травня 1996 року у вигляді додатку до газети «Теленеделя». Українська редакція знаходилася у Києві. За відсутності головного редактора проектом керував його директор Кирило Стельмашев. Пізніше редактором став Максим Максимов. Матеріали про український футбол готувала київська редакція, решта матеріалів залучалася в російського «Футболу».
Після того, як Кирило Стельмашев покинув «Футбол», заснувавши нове футбольне видання, більшість редакції на чолі з Максимом Максимовим приєдналася до нового проекту і була звільнена з «Футболу».
8 вересня 1997 року президент АТЗТ «Теленеделя-Киев» Виталій Лук'яненко призначив тодішніх співробітників газети «Теленеделя» Артема Франкова в.о. головного редактора, а Олександра Фришко його заступником. Олексій Маргієв, який не перейшов до нового видання Максима Максимова, залишилися працювати у «Футболі», а наступного дня до його редакції приєднався Андрій Шахов.
З першого ж номера за нового складу редакції, вже ставши самостійним виданням, журнал збільшив об'єм матеріалів, підготовлених в Україні, до 17 сторінок, в той час як російськими залишалися 15. З лютого 1998 року журнал повністю готує українська редакція.
Журнал взаємодіяв з сайтом Football.ua.
Раніше журнал виходив 1 раз на тиждень і був переважно чорно-білим, пізніше став виходити двічі на тиждень (понеділок і четвер) і був повноколірним виданням.
З січня 2022 року журнал виходить українською мовою.
Після початку повномасштабної війни Росії проти України, журнал «Футбол» припинив випуск друкованої версії. З 1 липня 2022 року холдинг «UMH Group» припиняє відносини з колективом видання.

## Наповнення
Також у журналі часто можна було знайти статті європейських футбольних експертів. Видання було флагманом української футбольної преси. Друкувалось чимало аналітичних статей, робиться огляд матчів чемпіонату України, Росії, Німеччини, Англії, Італії тощо.
У журналі можна було знайти постери відомих гравців та команд. Нерідко виходили спецвипуски, присвячені різним нерядовим подіям (чемпіонат світу чи чемпіонат Європи, Ліга чемпіонів, Ліга Європи). На сторінках читачі могли знайти інтерв'ю відомих футболістів, представлення різноманітних футбольних команд, аналіз та переклад статей європейської преси. Публікувались й матеріали з історії футболу.

## Редакція
Головний редактор — Артем Франков. На постійній роботі в журналі працювали такі автори, як Андрій Шахов, Олександр Гапоненко, Сергій Бабарика, Ігор Яслик, Євген Панкратов, Валерій Пригорницький, Роман Клименко.
Журнал співпрацював з багатьма провідними футбольними журналістами України. Серед авторів статей у «Футболі» були Руслан Мармазов, керівник прес-служби «Шахтаря» (Донецьк) Вадим Тахтерин, керівник прес-служби «Дніпра» (Дніпропетровськ), коментатор Олександр Гливінський, харківський журналіст Сергій Шевченко та інші.

## Символічні списки
1998 року, з нагоди 100-річчя Футбольної ліги, в Англії було проведено опитування і складено список «100 легенд ліги». У журналі «Футбол» він був надрукований у № 35 за 2000 рік. Того ж року редакція українського видання визначила свою версію «100 легенд італійського футболу» (№ 51-52):
1. Умберто Калігаріс
2. Раймундо Орсі
3. Вірджиніо Розетта
4. Джанп'єро Комбі
5. Луїджі Аллеманді
6. Аттіліо Ферраріс
7. Луїджі Бертоліні
8. Анджело Ск'явіо
9. Фульвіо Бернардіні
10. Еральдо Мондзельйо
11. П'єтро Серантоні
12. Ренато Чезаріні
13. Джованні Феррарі
14. Джузеппе Меацца
15. Альфредо Фоні
16. П'єтро Ферраріс
17. Сільвіо Піола
18. Амедео Б'яваті
19. Альдо Олів'єрі
20. Луїс Монті
21. Енріке Гвайта
22. Джино Колауссі
23. П'єтро Рава
24. Мігель Андреоло
25. Уго Локателлі
26. Гульєльмо Габетто
27. Джузеппе Гредзар
28. Ромео Менті
29. Валентіно Маццола
30. Валеріо Бачігалупо
31. Джамп'єро Боніперті
32. Гуннар Нордаль
33. Чезаре Мальдіні
34. Альчіде Чіггіа
35. Хуан-Альберто Скьяффіно
36. Армандо Піккі
37. Курт Хамрін
38. Омар Сіворі
39. Арістіде Гуарнері
40. Енріко Альбертозі
41. Джачінто Факкетті
42. Жозе Альтафіні
43. Алессандро Сальвадоре
44. Маріо Корсо
45. Тарчізіо Бурньїч
46. Джанні Рівера
47. Джорджо Ферріні
48. Джованні Трапаттоні
49. Анджело Доменгіні
50. Алессандро Маццола
51. Роберто Розато
52. Джанкарло Де Сісті
53. Луїс Суарес
54. Діно Дзофф
55. Джованні Лодетті
56. Луїс Дель Соль
57. Антоніо Юліано
58. Роберто Бонінсенья
59. Луїджі Ріва
60. Карл-Гайнц Шнеллінгер
61. Ромео Бенетті
62. П'єріно Праті
63. П'єтро Анастазі
64. Франко Каузіо
65. Роберто Беттега
66. Вальтер Дзенга
67. Джузеппе Фуріно
68. Клаудіо Джентіле
69. Франческо Граціані
70. Габріеле Оріалі
71. Джанкарло Антоньйоні
72. Паоло Россі
73. Марко Тарделлі
74. Гаетано Ширеа
75. Бруно Конті
76. Алессандро Альтобеллі
77. Антоніо Кабріні
78. Фульвіо Колловаті
79. Карло Анчелотті
80. Джанфранко Барезі
81. Мауро Тассотті
82. Даніеле Массаро
83. Джузеппе Бергомі
84. Роберто Манчіні
85. Роберто Донадоні
86. Себастьяно Россі
87. Мішель Платіні
88. Фернандо Де Наполі
89. Джанлука Віаллі
90. Дієго Марадона
91. Алессандро Костакурта
92. Чіро Феррара
93. Роберто Баджо
94. Паоло Мальдіні
95. Марко Ван Бастен
96. Рууд Гулліт
97. Деметріо Альбертіні
98. Алессандро Дель П'єро
99. Габрієль Батістута
100. Зінедін Зідан

2003 року побачив світ список «100 легенд футболу України» (№ 11С):
1. Олескандр Злочевський
2. Іван Натаров[9]
3. Роман Норов
4. Володимир Фомін
5. Олександр Шпаковський
6. Микола Кротов
7. Іван Привалов
8. Яків Алфьоров[10]
9. Костянтин Фомін
10. Петро Паровишников
11. Антон Ідзковський
12. Микола Трусевич
13. Костянтин Щегоцький
14. Віктор Шиловський
15. Макар Гончаренко
16. Микола Махиня
17. Олексій Клименко
18. Іван Кузьменко
19. Олександр Пономарьов
20. Анатолій Зубрицький
21. Павло Віньковатов
22. Віталій Голубєв
23. Михайло Михалина
24. Андрій Зазроєв
25. Олег Макаров
26. Микола Уграїцький
27. Михайло Коман
28. Юрій Войнов
29. Валентин Сапронов
30. В'ячеслав Аляб'єв
31. Геннадій Снєгірьов
32. Василь Турянчик
33. Віктор Каневський
34. Леонід Островський
35. Володимир Щегольков
36. Віктор Серебряніков
37. Валентин Трояновський
38. Борис Стрєлков
39. Андрій Біба
40. Олег Базилевич
41. Йожеф Сабо
42. Валерій Лобановський
43. Володимир Сальков
44. Юрій Ананченко
45. Віктор Банников
46. Федір Медвідь
47. Анатолій Пузач
48. Євген Рудаков
49. Вадим Соснихін
50. Сергій Круликовський
51. Володимир Левченко
52. Валерій Поркуян
53. Віталій Хмельницький
54. Анатолій Бишовець
55. Володимир Мунтян
56. Стефан Решко
57. Анатолій Коньков
58. Володимир Веремєєв
59. Михайло Фоменко
60. Юрій Дегтярьов
61. Віктор Колотов
62. Віктор Матвієнко
63. Леонід Буряк
64. Віталій Старухін
65. Володимир Трошкін
66. Анатолій Шепель
67. Олег Блохін
68. Анатолій Куксов
69. Володимир Онищенко
70. Михайло Соколовський
71. Володимир Лозинський
72. Володимир Безсонов
73. Віктор Грачов
74. Сергій Балтача
75. Анатолій Дем'яненко
76. Андрій Баль
77. Олег Таран
78. Ігор Бєланов
79. Олександр Заваров
80. Віктор Чанов
81. Вадим Євтушенко
82. Василь Рац
83. Володимир Лютий
84. Олексій Чередник
85. Сергій Пучков
86. Іван Яремчук
87. Микола Кудрицький
88. Олег Кузнецов
89. Геннадій Литовченко
90. Олексій Михайличенко
91. Юрій Тарасов
92. Павло Яковенко
93. Олег Протасов
94. Юрій Калитвинцев
95. Олег Лужний
96. Віктор Леоненко
97. Олександр Головко
98. Сергій Ребров
99. Андрій Гусін
100. Андрій Шевченко